# Scurria bahamondina
Scurria bahamondina is een slakkensoort uit de familie van de Lottiidae. De wetenschappelijke naam van de soort is voor het eerst geldig gepubliceerd in 1974 door Ramírez-Böhme.